# Bonnac-la-Côte
Bonnac-la-Côte är en kommun i departementet Haute-Vienne i regionen Nouvelle-Aquitaine i västra Frankrike. Kommunen ligger i kantonen Ambazac som tillhör arrondissementet Limoges. År 2022 hade Bonnac-la-Côte 1 644 invånare.

## Befolkningsutveckling
Antalet invånare i kommunen Bonnac-la-Côte
| Referens: INSEE |